# Augusta Solberg
Augusta Charlotte Solberg (1. srpna 1856–1922) byla raná norská profesionální fotografka, která od roku 1885 řídila studio v Bergenu.

## Životopis
Solberg se narodila 1. srpna 1856 v Bergenu jako dcera policejního konstábla Andersa Solberga (1819–1883) a porodní asistentky Anny Samuelsdatterové Lundové (1821–1882). Poté, co nějakou dobu pracovala s L.C.S. Gramem, převzala jeho studio v Bergenu. Pomáhaly jí sestry Valborg a Ragna Solbergovy, které byly také vyučené fotografky. Pracovala také v Hardangeru v 90. letech a Oddě v roce 1911. Její bergenské studio zničil požár v roce 1916.
Stala se součástí rostoucího počtu norských fotografek, které v Norsku zakládaly fotografická studia. Růst byl umožněn změnou zákona v roce 1866, která umožnila ženám podnikat. Encyklopedie fotografie devatenáctého století novou skupinou fotografek pohrdá, ale o několika se zmiňuje. Mezi další patří Marie Høeg s Bolettou Berg v Hortenu, Louise Abel v Christianii, Louise Wold v Holmestrandu a Agnes Nyblin a Hulda Marie Bentzen v Bergenu.

## Galerie

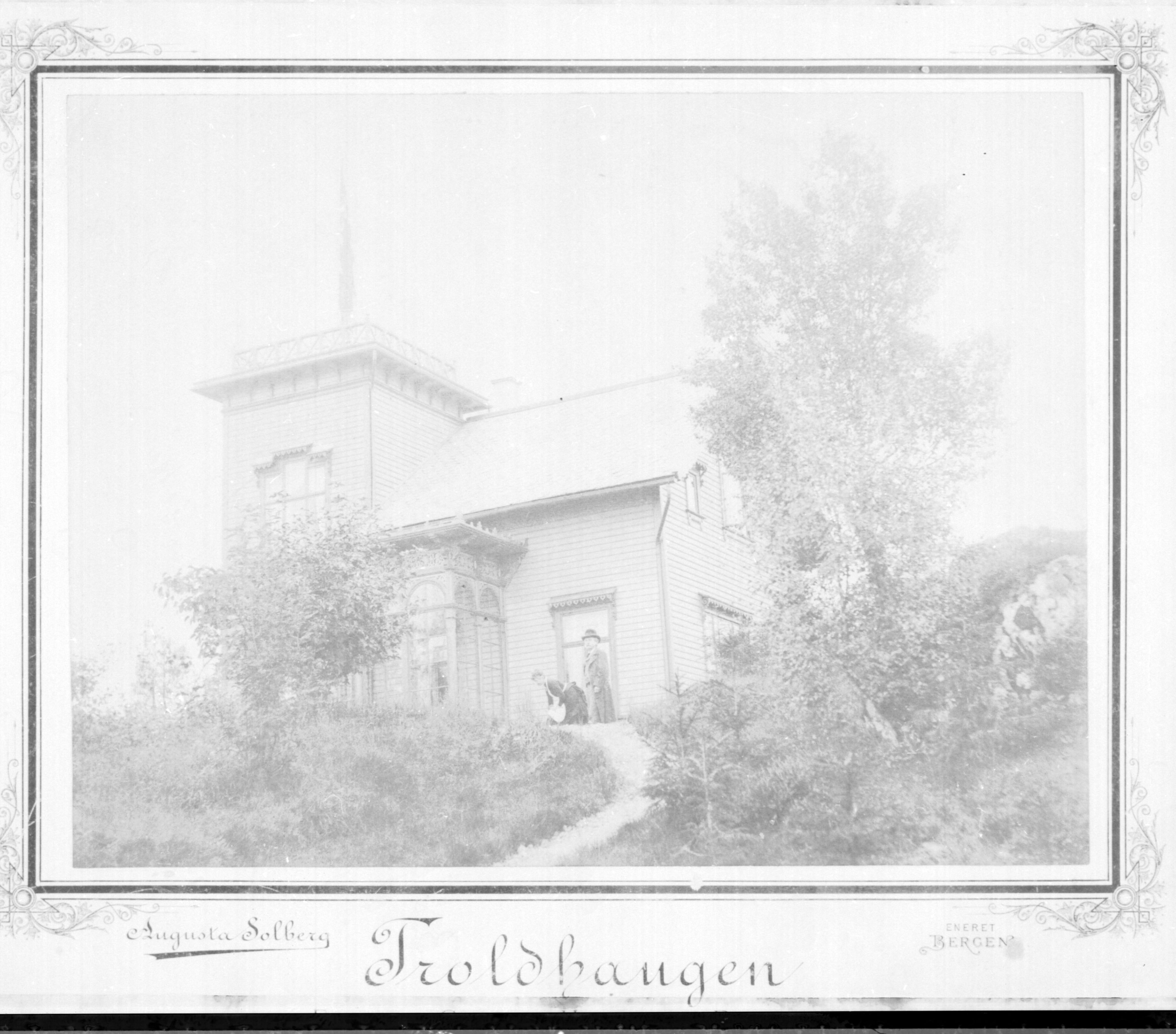
Edvard & Nina Grieg, Troldhaugen
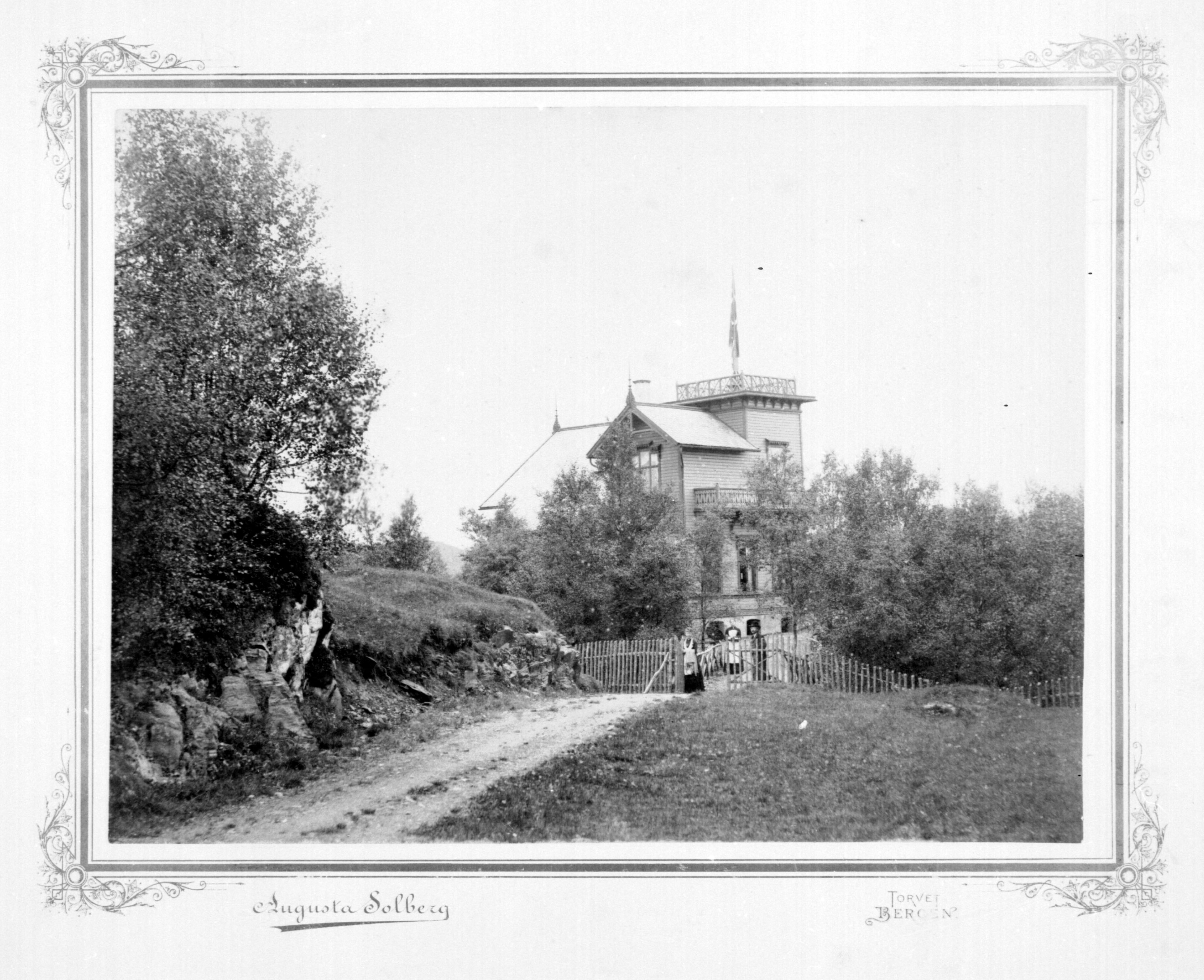
Troldhaugen s Edvardem a Ninou Grieg